# Shelby (Iowa)
Shelby è un comune degli Stati Uniti d'America, situato nello Stato dell'Iowa, diviso tra la contea di Shelby e la contea di Pottawattamie.